# Classificação estatística
Em aprendizagem automática e nas estatísticas, a classificação estatística é o problema de identificar a qual de um conjunto de categorias (subpopulações) pertence em uma nova observação, com base em um conjunto de dados contendo observações (ou instâncias) cuja categoria de adesão é conhecida.